# Borgoña-Franco Condado
Borgoña-Franco Condado (en francés: Bourgogne-Franche-Comté; en francoprovenzal: Borgogne-Franche-Comtât) es una de las trece regiones que, junto con los territorios de ultramar, conforman la República Francesa. Su capital es Besanzón y su ciudad más poblada es Dijon. 
Está ubicada al este del país, limitando al norte con Gran Este, al este con Suiza, al sur con Auvernia-Ródano-Alpes, al oeste con Centro-Valle del Loira y al noroeste con Isla de Francia. Con 2 816 000 hab. en 2012 es la tercera región menos poblada —por delante de Centro-Valle de Loira y Córcega, la menos poblada— y con 59 hab/km², la segunda menos densamente poblada, por delante de Córcega.
Se creó por la reforma territorial de 2014 fusionándose Borgoña y Franco Condado, y entró en vigor el 1 de enero de 2016.

## Toponimia
El texto de la ley da nombres provisionales para la mayoría de las regiones fusionadas, la combinación de los nombres de sus regiones constituyentes separados por guiones. Los nombres permanentes serán propuestos por los nuevos consejos regionales y confirmados por el Consejo de Estado antes del 1 de julio de 2016.
El nombre provisional de la nueva región administrativa es un topónimo con guiones, compuesto por las regiones históricas de Borgoña + Franco Condado de Borgoña. La fusión reunirá las dos mitades del histórico Reino de Borgoña, después de su separación en el siglo XV.

## Principales comunidades
- Dijon (151,212)
- Besanzón (116,914)
- Belfort (50,078)
- Chalon-sur-Saône (44,985)
- Nevers (36,762)